# Djupsjön (Anundsjö socken, Ångermanland, vid Djupsjö)
Djupsjön är en sjö i Örnsköldsviks kommun i Ångermanland och ingår i Moälvens huvudavrinningsområde. 